# Encyclopedia Nipponica
Encyclopedia Nipponica (日本大百科全書, Nihon dai hyakka zensho)  est une encyclopédie japonaise publiée pour la première fois en 1984 par Shōgakukan. Elle incluait à la première édition 25 volumes. La plus récente édition date de 1994 et avait 26 volumes.